# Theophilus von Adana
Der heilige Theophilus von Adana oder Theophilus der Büßer (altgriechisch Θεόφιλος Άδανας Theophilos Adanas; † um 538 n. Chr.) war ein Kleriker der Kirche des sechsten Jahrhunderts, der einen Pakt mit dem Teufel geschlossen haben soll, um ein kirchliches Amt zu erhalten. Seine Geschichte ist von Bedeutung, da sie eine der ältesten volkstümlichen Erzählungen über einen Pakt mit dem Teufel ist und eine Inspiration für die Faust-Legende und somit auch für die späteren Adaptionen durch Goethe und Heine war.
Eutychianus von Adana, der behauptete, Augenzeuge der Ereignisse gewesen zu sein, ist der erste, der die Geschichte von Theophilus aufzeichnet.
Obwohl Theophilus als historische Persönlichkeit angesehen wird, ist die mit ihm verbundene Geschichte apokrypher Natur. Sein Festtag ist der 4. Februar.

## Legende

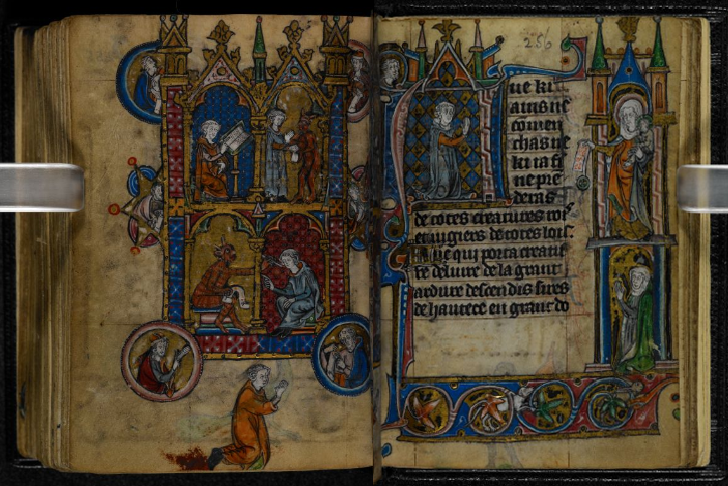
Theophilus macht einen Pakt mit dem Teufel, Miniatur im Maastrichter Stundenbuch, ca. 1300–25

Theophilus war Archidiakon von Adana in Kilikien, das damals zum Oströmischen Reich gehörte. Er wurde einstimmig zum Bischof gewählt, und als er aus Demut das Amt ablehnte, wurde ein anderer Mann an seiner Stelle gewählt. Als der neue Bischof aufgrund böswilliger und unbegründeter Gerüchte Theophilus zu Unrecht seines Amtes als Archidiakon enthob, bereute Theophilus seine frühere Haltung und suchte einen Geisterbeschwörer auf, der ihm half, Kontakt mit Satan aufzunehmen. Als Gegenleistung für seine Hilfe verlangte Satan, dass Theophilus in einem mit seinem eigenen Blut unterzeichneten Vertrag Christus und der Jungfrau Maria abschwor. Theophilus willigte ein, und der Teufel verlieh ihm das Amt des Bischofs.
Später bereute Theophilus aus Angst um seine Seele und betete zur Jungfrau Maria um Vergebung. Nachdem er vierzig Tage gefastet hatte, erschien ihm die Jungfrau Maria und züchtigte ihn verbal. Theophilus bat um Vergebung und Maria versprach, bei Gott für ihn einzutreten. Daraufhin fastete er weitere dreißig Tage, woraufhin Maria ihm erneut erschien und ihm die Absolution erteilte. Doch Satan war nicht bereit, seine Macht über Theophilus aufzugeben und drei Tage später erwachte Theophilus und fand den verdammten Vertrag auf seiner Brust. Daraufhin brachte er den Vertrag zum rechtmäßigen Bischof und gestand alles, was er getan hatte. Der Bischof verbrannte das Dokument und Theophilus starb vor lauter Freude, von der Last seines Vertrags befreit zu sein.

## Bedeutung
Die Geschichte des Theophilus trug dazu bei, die Bedeutung der Fürsprache der Jungfrau Maria zu etablieren, und bildete die Grundlage für spätere Erzählungen über die Beschwörung von Teufeln. Im 10. Jahrhundert nahm die deutsche Kanonikerin Hrotsvitha die Geschichte von Theophilus in ihr Buch der Legenden auf.
Die theologische Bedeutung der Jungfrau Maria nahm im Laufe des 11. Jahrhunderts zu. Die Geschichte wurde von Petrus Damiani, Bernhard von Clairvaux, Antonius von Padua, Bonaventura und viel später von Alfons Liguori verwendet, um die Macht und Notwendigkeit ihrer Fürsprache zu illustrieren. Die Geschichte von Theophilus bildete die Grundlage für ein Wunderstück des Trouvères Rutebeuf aus dem dreizehnten Jahrhundert, eines der frühesten erhaltenen Stücke des französischen Theaters. Das in mehreren Handschriften aus dem 15. Jahrhundert erhaltene niederdeutsche Theophilus-Spiel bezeugt die Beliebtheit der Materiel auch im deutschen Sprachraum. Im Laufe der Zeit wurde die Geschichte in verschiedenen Varianten erzählt. In einigen war Theophilus von Eifersucht getrieben, in einer anderen wurde der Pakt mit einem Ring besiegelt.

## Die Legende in der Kunst

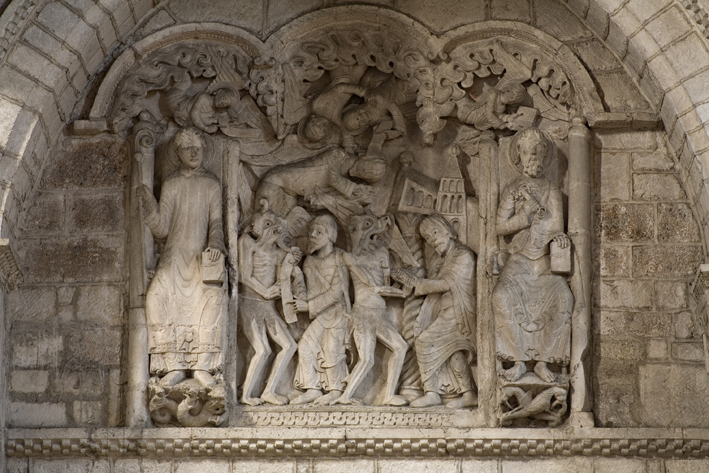
Theophilus-Relief in der Abteikirche von Souillac

Die Theophilus-Legende taucht in der Kunst erstmals im 11. Jahrhundert in einer historisierten Initiale auf, die die Jungfrau (die zwischen zwei Engeln sitzt) mit Theophilus zu ihren Füßen darstellt. Der früheste intakte Erzählzyklus befindet sich im Tympanon des alten Portals der Abteikirche Sainte-Marie in Souillac in Frankreich. Dieses Relief stellt vier Szenen der Legende dar: die Unterzeichnung des Schuldscheins, den Eid der Treue gegenüber dem Teufel, die Reue des Theophilus und die Rückgabe des Schuldscheins durch die Jungfrau.
Die Legende war im 13. Jahrhundert in der Kunst am populärsten; sie kam am häufigsten in illuminierten Handschriften und Glasmalereien vor. Sowohl in illuminierten Handschriften als auch in Glasmalereien, die diese Legende darstellen, werden in der Regel vier Szenen gezeigt: die Besiegelung des Bundes zwischen Theophilus und dem Teufel, Theophilus, der Buße tut, die Jungfrau, die den Bund mit Gott wiederherstellt, und die Jungfrau, die Theophilus den Vertrag zurückgibt. Diese Legende ist die einzige nichtbiblische Mariengeschichte, die in dieser Zeit in französischen Kathedralen durchgängig in Skulpturen und Glas dargestellt wurde.
Marcel Proust erwähnt ihn in Swann’s Way kurz als eine wichtige Figur der Bildhauerei in Frankreich.